# León Ribeiro
León Ribeiro (Montevideo, Uruguai, 1854-1931) fou un compositor uruguaià.
Estudià en la seva ciutat natal i el 1855 fou nomenat professor d'harmonia del Conservatori «La Lira», més tard professor de piano i el 1901 director, càrrec que desenvolupà fins al 1918. El 1914 formà una orquestra d'alumnes d'aquest Conservatori.
És un autor de música simfònica romàntica que es pot incloure en el període que el musicòleg nord-americà Gilbert Chase denomina el nacionalisme incipient a l'Uruguai. Entre les seves obres hi figuren unes òperes:
- Liropeya amb llibret de Luigi D. Desteffanis, de la qual va compondre una primera versió el 1886. Fou estrenada al Teatre Solis de Montevideo el 28 d'agost de 1912. És la història molt romàntica i operística de dos enamorats, Liropeya i Abayubá, natius americans en el context de la invasió espanyola. Són presos pels soldats espanyols. Carballo, el capità espanyol s'enamora de Liropeya. Durant el setge Liropeya reeix a trobar-se amb Abayubá en la seva tenda, desvela les pretensions de Carballo i ambdós prefereixen el suïcidi per no caure en les mans de l'invasor.[3]
- Don Ramiro
- Nora
- Nidia
- Yole
- Harpago y Helena
- a més de quatre simfonies i d'altres obres simfòniques dues Misses, i diverses composicions per a piano, etc.